# Love Don’t Have a Pulse
Love Don’t Have a Pulse – piosenka melodic/ballad napisana dla Joany Zimmer przez Gary’ego White’a, Quennela Worthy’ego oraz Stana Davisa na jej czwarty studyjny album, Miss JZ (2010). Utwór został wydany jako trzeci singel promujący album dnia 28 stycznia 2011 roku.
Kompozycja nie debiutowała na żadnym z oficjalnych notowań Niemiec, stając się trzecią kompozycją z albumu, która nie zajęła na niej miejsca.
W grudniu 2010 roku singel dostał się do top 5 notowania „Hey Music” organizowanego przez Radio Berlin. Na początku 2011 roku zdobył on najwyższą – #3 pozycję.

## Pozycje na listach
Digital Download
1. Love Don’t Have a Pulse (Album Version) – 4:13
2. Love Don’t Have a Pulse (Piano Version) – 4:18

Notowania radiowe
| Kraj   | Notowanie (2011) | Wydawca      | Najwyższa pozycja | Data osiągnięcia pozycji szczytowej |
| ------ | ---------------- | ------------ | ----------------- | ----------------------------------- |
| Niemcy | Hey Music        | Radio Berlin | 3                 | 2011-01                             |

## Personel
- Wokal: Joana Zimmer
- Słowa: Gareg White, Quennel Worthy, Stan Davis
- Wydanie: Quennel Worthy
- Gitara: Stan Davis Jr.
- Piano: Quennel Worthy (Love Don’t Have a Pulse (Piano Version))
- Zdjęcia: Vincent Edmond Louis
- Make-Up: Olga Postolachi